# Iván René Valenciano
Iván René Valenciano Pérez (Barranquilla, 18 de marzo de 1972) es un exfutbolista y comentarista deportivo colombiano. Después de Sergio Galván y Dayro Moreno, es el tercer máximo anotador en toda la historia del fútbol profesional colombiano con 217 goles, y el máximo del Junior con 158 goles. Se retiró en 2009 jugando con el club Alianza Petrolera, entonces de la Categoría Primera B. Fue internacional con la selección de Colombia. En 2010 fue el entrenador de delanteros del Real Cartagena.

## Legado deportivo y otros legados
Su padre, Ariel Valenciano-Galarza, jugó en tres etapas para el Junior de Barranquilla (177 partidos; 21 goles) posteriormente jugaría cedido en: Millonarios (29 partidos; 5 goles), Deportes Tolima (10 partidos; 1 gol), Atlético Nacional (1 PJ), Deportivo Pereira (8 partidos; 2 goles) y Deportes Quindío (26 partidos; 8 goles).
Su hermano Ariel Valenciano-Peréz militó para el Junior de Barranquilla.
Actualmente su hijo Aldair Valenciano juega para el Independiente Santa Fe.
Otro hijo suyo, Jacobo Valenciano, fue capturado por el presunto delito de hurto a una mujer en Medellín, cometido a bordo de una motocicleta, el 27 de junio de 2024. 

## Trayectoria

### Junior
Debutó como profesional en el Junior de Barranquilla, el 23 de octubre de 1988 en Bogotá frente al Independiente Santa Fe, marcando gol. Allí sería el comienzo de una larga historia de goles que cubrió dos décadas. Fue en seis ocasiones máximo goleador del equipo rojiblanco. En la temporada 95-96, marcó 36 veces en la valla rival, siendo el año que más goles convirtió. En esa campaña ganó el botín de oro, el último de los tres que logró en Colombia.
En 1991, con solo diecinueve años, alcanzó a marcar treinta anotaciones, logrando su primer título individual de goleo. El segundo botín de oro lo alcanzó en 1995, año del cuarto título rojiblanco, con veinticuatro goles en treinta partidos disputados.
En Colombia, aparte del Junior, integró al Deportivo Unicosta, Deportivo Independiente Medellín, Atlético Bucaramanga, Deportivo Cali, Millonarios, Unión Magdalena, Deportes Quindío y Alianza Petrolera.

### Atalanta (Italia)
Valenciano participó en el Calcio italiano en 1992, con el Atalanta de Bérgamo, donde no alcanzó a marcar ningún gol. En territorio italiano no le fue bien al barranquillero que regresó a mediados del siguiente año a su ciudad natal.

### Veracruz (México)
Iván René Valenciano llegó como refuerzo al Club Tiburones Rojos de Veracruz, en la temporada 1996-1997 debutando contra los potros de hierro del Atlante al cual le anotó un gol en su debut. Posteriormente sufrió una lesión jugando contra los panzas verdes del León estando fuera aproximadamente de dos a tres meses, por lesión en la rodilla. Es contratado, dado que el club Veracruz descendió a la Primera A (Liga de Ascenso) por los Monarcas Morelia en donde jugó de la temporada 1997 a la de 1999. Luego de participar con estos equipos, regresó a su país.

### Junior (retorno a Colombia)
En 1993 conquistó su primera estrella con el Junior, marcando dieciocho tantos.

### Alianza Petrolera (últimos años y retiro)
En 2007 ficha por el modesto Alianza Petrolera de Colombia, jugando allí los últimos años de su carrera.
El 11 de julio de 2009, se realizó un partido de despedida a Iván René Valenciano en el estadio Metropolitano Roberto Meléndez. Para el juego amistoso fueron invitados destacados jugadores internacionales como el neerlandés Edgar Davids, el chileno Iván Zamorano, el uruguayo Paolo Montero, el argentino Sergio Goycochea, y los colombianos Carlos Valderrama, Faustino Asprilla, Arnoldo Iguarán, Mauricio Serna, Víctor Hugo Aristizábal entre otros. El partido terminó con un triunfo del equipo extranjero con un marcador de 8-7 y Valenciano anotó dos goles.

## Selección nacional
A nivel de selecciones nacionales, Valenciano integró la sub-20 de 1988 que participó en el Sudamericano de Argentina, la de 1989 en el Mundial de Arabia Saudita y la de 1991 en el Sudamericano de Venezuela. Participó en el torneo Preolímpico de 1992 en Paraguay, conquistando el galardón de máximo anotador con seis goles. Al año siguiente estuvo en los Juegos Olímpicos de Barcelona.
Debutó con la selección absoluta el 15 de julio de 1991 en la Copa América reemplazando en el minuto 78 a Arnoldo Iguarán, estuvo en las eliminatorias de 1994, 1998 y 2002. También jugó en la Copa Mundial de Fútbol de 1994 en Estados Unidos.
Valenciano marcó un total de 13 goles en 29 partidos para su selección nacional entre el año 1991 y 2000.

### Participaciones enEliminatorias al Mundial
| Eliminatoria                                | Sede del Mundial       | Posición               | Resultado   | PJ | GA | Asis |
| ------------------------------------------- | ---------------------- | ---------------------- | ----------- | -- | -- | ---- |
| Eliminatorias Mundial de USA 1994           | Estados Unidos         | 1°lugar 10pts Grupo A  | Clasificado | 4  | 2  | 0    |
| Eliminatorias Mundial de Francia 1998       | Francia                | 3°lugar 28pts          | Clasificado | 3  | 1  | 0    |
| Eliminatorias Mundial de Corea y Japón 2002 | Corea del Sur y Japón  | 6°lugar 27pts          | Eliminado   | 3  | 1  | 0    |
| Total en Eliminatorias                      | Total en Eliminatorias | Total en Eliminatorias | 2/3         | 10 | 4  | 0    |

### Participaciones enCopas del Mundo
| Mundial             | Sede           | Resultado      | PJ | GA | Asis |
| ------------------- | -------------- | -------------- | -- | -- | ---- |
| Mundial de USA 1994 | Estados Unidos | Fase de grupos | 1  | 0  | 0    |

### Participaciones enCopas América
| Torneo            | Sede  | Resultado    | PJ | GA | Asis |
| ----------------- | ----- | ------------ | -- | -- | ---- |
| Copa América 1991 | Chile | Cuarto lugar | 3  | 0  | 0    |

### Participaciones enJuegos Olímpicos
| Torneo                 | Sede   | Resultado      | PJ | GA | Asis |
| ---------------------- | ------ | -------------- | -- | -- | ---- |
| JJ. OO. Barcelona 1992 | España | Fase de grupos | 1  | 0  | 0    |

### Goles internacionales
| 1  | 15 de agosto de 1993    | Estadio Metropolitano Roberto Meléndez, Barranquilla, Colombia | Argentina         | 1-0 | 2-1 | Clasificación Mundial 1994 |
| 2  | 29 de agosto de 1993    | Estadio Metropolitano Roberto Meléndez, Barranquilla, Colombia | Perú              | 1-0 | 4-0 | Clasificación Mundial 1994 |
| 3  | 28 de enero de 1994     | Estadio Agustín Tovar, Barinas, Venezuela                      | Venezuela         | 2-1 | 2-1 | Amistoso                   |
| 4  | 6 de febrero de 1994    | Estadio Príncipe Abdullah al-Faisal, Yeda, Arabia Saudita      | Arabia Saudita    | 1-0 | 1-1 | Amistoso                   |
| 5  | 5 de mayo de 1994       | Miami Orange Bowl, Miami, Estados Unidos                       | El Salvador       | 3-0 | 3-0 | Copa Miami 1994            |
| 6  | 30 de noviembre de 1995 | Los Angeles Memorial Coliseum, Los Ángeles, Estados Unidos     | México            | 1-1 | 2-2 | Amistoso                   |
| 7  | 6 de marzo de 1996      | Miami Orange Bowl, Miami, Estados Unidos                       | Honduras          | 1-1 | 2-1 | Amistoso                   |
| 8  | 6 de marzo de 1996      | Miami Orange Bowl, Miami, Estados Unidos                       | Honduras          | 2-1 | 2-1 | Amistoso                   |
| 9  | 15 de diciembre de 1996 | Estadio Polideportivo de Pueblo Nuevo San Cristóbal, Venezuela | Venezuela         | 2-0 | 2-0 | Clasificación Mundial 1998 |
| 10 | 8 de septiembre de 1999 | Miami Orange Bowl, Miami, Estados Unidos                       | Trinidad y Tobago | 1-0 | 3-4 | Amistoso                   |
| 11 | 8 de septiembre de 1999 | Miami Orange Bowl, Miami, Estados Unidos                       | Trinidad y Tobago | 2-3 | 3-4 | Amistoso                   |
| 12 | 8 de septiembre de 1999 | Miami Orange Bowl, Miami, Estados Unidos                       | Trinidad y Tobago | 3-3 | 3-4 | Amistoso                   |
| 13 | 4 de junio de 2000      | Estadio Nemesio Camacho El Campín, Bogotá, Colombia            | Venezuela         | 3-0 | 3-0 | Clasificación Mundial 2002 |

## Clubes

### Como jugador
| Club                    | País     | Año       | Goles |
| ----------------------- | -------- | --------- | ----- |
| Junior                  | Colombia | 1988-1992 | 47    |
| Atalanta                | Italia   | 1992      | 0     |
| Junior                  | Colombia | 1993-1996 | 103   |
| Tiburones Rojos         | México   | 1996-1997 | 12    |
| Monarcas Morelia        | México   | 1997-1998 | 9     |
| Unicosta                | Colombia | 1998      | 3     |
| Junior                  | Colombia | 1999      | 6     |
| Independiente Medellín  | Colombia | 1999-2000 | 35    |
| Atlético Bucaramanga    | Colombia | 2000      | 9     |
| SE Gama                 | Brasil   | 2001      | 0     |
| Deportivo Cali          | Colombia | 2001      | 8     |
| Millonarios             | Colombia | 2002      | 0     |
| Real Cartagena          | Colombia | 2002      | 2     |
| Unión Magdalena         | Colombia | 2003      | 6     |
| Deportes Quindío        | Colombia | 2003-2004 | 4     |
| Olmedo                  | Ecuador  | 2004      | 3     |
| Millonarios             | Colombia | 2005      | 0     |
| Deportes Quindío        | Colombia | 2005      | 0     |
| Junior                  | Colombia | 2006      | 1     |
| Olmedo                  | Ecuador  | 2006      | 1     |
| Centauros Villavicencio | Colombia | 2007      | 5     |
| Valledupar FC           | Colombia | 2007      | 0     |
| Alianza Petrolera       | Colombia | 2008-2009 | 3     |

### Como asistente técnico
| Club           | País     | Año  |
| -------------- | -------- | ---- |
| Real Cartagena | Colombia | 2010 |

## Estadísticas

### Clubes[9][10]
| Competición                  | Partidos | Goles | Promedio |
| ---------------------------- | -------- | ----- | -------- |
| Primera división de Colombia | 370      | 217   | 0,58     |
| Segunda división de Colombia | ?        | 7     | ?        |
| Primera división de México   | 38       | 15    | 0,39     |
| Primera división de Ecuador  | 28       | 4     | 0,14     |
| Primera división de Italia   | 5        | 0     | 0,0      |
| Copa Colombia                | 1        | 1     | 1,00     |
| Copa Italia                  | 1        | 1     | 1,00     |
| Campeonato Brasiliense       | 4        | 0     | 0,0      |
| Copa México                  | 10       | 6     | 0,60     |
| Copa Libertadores            | 22       | 12    | 0,54     |
| Total                        | +478     | 262   | 0,54     |

### Selección[11]
| Selección                | Año                      | Partidos | Goles |
| ------------------------ | ------------------------ | -------- | ----- |
| Sub-20                   | 1989-91                  | 6        | 2     |
| Total                    | Total                    | 6        | 2     |
| Olímpica                 | 1992                     | 7        | 6     |
| Total                    | Total                    | 7        | 6     |
| Mayores                  | 1991                     | 3        | 0     |
| Mayores                  | 1993                     | 4        | 2     |
| Mayores                  | 1994                     | 6        | 3     |
| Mayores                  | 1995                     | 3        | 1     |
| Mayores                  | 1996                     | 4        | 3     |
| Mayores                  | 1997                     | 1        | 0     |
| Mayores                  | 1999                     | 1        | 3     |
| Mayores                  | 2000                     | 4        | 1     |
| Total                    | Total                    | 29       | 13    |
| Total selección Colombia | Total selección Colombia | 42       | 21    |

## Palmarés y distinciones

### Campeonatos nacionales
| Título                | Club                   | País     | Año  |
| --------------------- | ---------------------- | -------- | ---- |
| Campeonato colombiano | Junior de Barranquilla | Colombia | 1993 |
| Campeonato colombiano | Junior de Barranquilla | Colombia | 1995 |

### Distinciones individuales
| Distinción                                                       | Año  |
| ---------------------------------------------------------------- | ---- |
| Máximo goleador del campeonato colombiano (30 goles)             | 1991 |
| Máximo goleador del Torneo Preolímpico (5 goles)                 | 1992 |
| Máximo goleador histórico del Junior (166 goles)                 | 1994 |
| Máximo goleador del campeonato colombiano (24 goles)             | 1995 |
| Máximo goleador del campeonato colombiano (36 goles)             | 1996 |
| Máximo goleador colombiano de la Categoría Primera A (217 goles) | 2001 |
| 2.º máximo goleador de la Categoría Primera A (217 goles)        | 2009 |

## Filmografía
| Título                                      | Año       | Cadena             | Rol                                                  |
| ------------------------------------------- | --------- | ------------------ | ---------------------------------------------------- |
| La isla de los famosos                      | 2004      | Canal RCN          | Participante                                         |
| Cambio extremo                              | 2006      | Canal RCN          | Participante                                         |
| La selección: segunda temporada             | 2015      | Caracol Televisión | Dramatización de Iván interpretada por Rafael Santos |
| Fox Radio Colombia                          | 2015-2019 | Fox Sports         | Panelista                                            |
| F90                                         | 2020-2022 | ESPN               | Panelista                                            |
| Partidos de la primera división de Colombia | 2022-act  | Win Sports         | Comentarista                                         |